# ナサチュープ空港
ナサチュープ空港（Nusatupe Airport）は、ソロモン諸島ギゾ近郊にある空港。2つの島を繋げて建設された。空港からギゾまではボートを使って移動できる。

## 就航路線
| 航空会社     | 就航地                           |
| ------------ | -------------------------------- |
| ソロモン航空 | バララエ, チョイスルベイ, ムンダ |